# Kogda nastupajet sentjabr
Kogda nastupajet sentjabr (russisk: Когда наступает сентябрь) er en sovjetisk spillefilm fra 1976 af Edmond Keosajan.

## Medvirkende
- Armen Dzhigarkhanyan som Levon Pogosjan
- Nikolaj Krjutjkov som Nikolaj Nikolajevitj Ivanov
- Laura Gevorkyan som Nune Kondrikova
- Vladimir Ivasjov som Volodja Kondrikov
- Anton Ilin som Levontjik